# Konstantin von Lieskirchen
Konstantin von Lieskirchen (* im 14. Jahrhundert; † im 14. Jahrhundert) war Domherr in Münster.

## Leben
Konstantin von Lieskirchen besiegelte das Kapitelstatut vom 21. September 1313 über die Präbendenvergabe nachträglich und findet als Domherr zu Münster erstmals am 30. Juni 1360 urkundliche Erwähnung. Papst Johannes XXII. übertrug ihm am 28. Mai 1330 ein Kanonikat in Xanten sowie für das Kollegiatstift St. Andreas in Köln. 1373 verzichtete er auf die Kölner Pfründe, während er als münsterischer Domherr bis 1390 im Amt blieb. Die Quellenlage gibt über seinen weiteren Lebensweg keinen Aufschluss.